# Duppalli, Yadgir
Duppalli là một làng thuộc tehsil Yadgir, huyện Gulbarga, bang Karnataka, Ấn Độ.